# Tillie's Tomato Surprise
Tillie's Tomato Surprise er en amerikansk stumfilm fra 1915 af Howell Hansel.

## Medvirkende
- Marie Dressler som Tillie Todd.
- Colin Campbell.
- Eleanor Fairbanks som Amber Gris.
- Sarah McVicker som Tante Sally.
- Clara Lambert.